# (2863) Ben Mayer
(2863) Ben Mayer es un asteroide perteneciente al cinturón de asteroides, descubierto el 30 de agosto de 1981 por Edward Bowell desde la Estación Anderson Mesa (condado de Coconino, cerca de Flagstaff, Arizona, Estados Unidos).

## Designación y nombre
Designado provisionalmente como 1981 QG2. Fue nombrado Ben Mayer en honor al astrónomo estadounidense Ben Mayer.